# Elmis maugei
Elmis maugei is een keversoort uit de familie beekkevers (Elmidae). De wetenschappelijke naam van de soort werd in 1878 gepubliceerd door Ernest Marie Louis Bedel.